# Сан-Фернандо-де-Атабапо
Сан-Фернандо-де-Атабапо (исп. San Fernando de Atabapo) — небольшой город на юге Венесуэлы, на территории штата Амасонас. Является административным центром муниципалитета Атабапо.

## Географическое положение
Сан-Фернандо-де-Атабапо расположен на западе штата, вблизи границы с Колумбией, в устье реки Атабапо, вблизи места слияния последней с реками Ориноко и Гуавьяре, на расстоянии приблизительно 175 километров к югу от города Пуэрто-Аякучо, административного центра штата. Абсолютная высота — 61 метр над уровнем моря.

## Население
По данным переписи 2011 года численность населения Сан-Фернандо-де-Атабапо составляла 4200 человек.
Динамика численности населения города по годам:
| 2001 | 2011 |
| ---- | ---- |
| 3123 | 4200 |

## Транспорт
Имеется небольшой аэропорт (ICAO: SVAT).